# Ман Сингх I
Ман I Сингх (21 декабря 1550 — 6 июля 1614) — индийский военный деятель времён правления могольских падишахов Акбара и Джахангира, раджа Дхундхара.

## Биография
Происходил из раджпутского клана Качваха. Был сыном Бгахвана Даса, раджи небольшого княжества Дхундхар в Раджпутане. При жизни отца носил титул кунвара (принца).
В молодости входил в состав могольского войска, верно служил падишаху Акбару. Особенно отличился в войнах с Пратапом Сингхом в Меваре начиная с 1572 года. В 1576 году Ман I Сингх нанёс поражение последнему в битве при Халдингхате, после этого захватив Гогунду, коронационный город князей Мевара.
С началом восстаний против падишаха Акбара со стороны афганских феодалов, улемов и брата Хакима Ман I Сингх возглавил в 1580 году оборону Лахора. Благодаря его победе удалось в 1581 году захватить Кабул. В 1582 году он получил назначение субадаром (наместником) провинции Кабул.
В 1585 году получил задание помочь радже Тодаро Малую подавить афганские племена Юсуфзаи и Мандара. Главные бои развернулись за Хайберский перевал. В 1586 году сопровождал отца во время захвата Кашмира. После возвращения из похода они начали в Амбере производство пушек.
В 1588 году был назначен субадаром Бихара. В 1589 году после смерти отца получил могольский титул мирзы-раджи и ранг мансаба, что давало право возглавлять пятитысячное войско.
В 1590 году получил приказ подавить восстание афганцев в Бенгалии во главе с Кутлу-ханом. Уже в августе того же года эта провинция вновь была присоединена к империи. В 1592 году подавил мятеж Насир-хана, субадара Бенгалии. Тогда же Орисса была присоединена Маном Сингхом к империи Великих Моголов.
В 1594 году был назначен субадаром Бихара, Бенгалии и Ориссы. Во время своего правления укрепил силу и авторитет центрального правительства, были покорены небольшие независимые княжества, длительное время существовавшие на территории этих земель. В 1598 году вернулся в Дели.
В 1601 году вновь получил субадарство в Бенгалии. Одновременно вместе с Мирзой Азизом Кокой пытался уговорить Акбара объявить наследником своего внука Хосрова, учитывая бездарность сына Салима. Однако эта попытка оказалась неудачной. Незадолго до смерти Акбара в 1605 году Ман Сингх вернулся в Дели.
Ман Сингх не решился препятствовать восхождению на трон Салима, который принял имя Джахангира. В 1605 году от Джахангира он получил ранг мансабдара, который предоставлял право командовать семитысячным войском. В том же году вновь получил должность субадара Бенгалии, на которой находился до 1606 года.
В 1606 году вернулся в родной город Амбер, где занимался его развитием до 1611 года, когда вновь был вызван в Джахангир. Ему поручалось подавить восстание в Декане во главе с Маликом Амбаром. Во время боевых действий Ман Сингх I умер 6 июля 1614 году в городе Эличпур (современная Махараштра).